# NGC 1321
NGC 1321 este o galaxie lenticulară situată în constelația Eridanul. A fost descoperită în 20 septembrie 1784 de către William Herschel. Se află la o distanță de 39,1 de megaparseci de Pământ.